# Жовнине
Жо́внине (до Другої світової війни — Жовнин) — село в Україні, у Золотоніському районі Черкаської області. Входить до складу Іркліївської сільської громади. Розташоване на лівому березі Дніпра понад Кременчуцьким водосховищем при впадінні Сули в Дніпро за 48 км на південний схід від селища Чорнобай та за 58 км від залізничної станції Золотоноша I. Населення — 1 058 осіб (1926 у 1972 році).

## Історія
На території сучасного села люди жили ще в давнину. Тут виявлено рештки неолітичного поселення, 5 поселень і кургани доби бронзи, кургани скіфських часів. Досліджено могильники черняхівської культури та періоду Київської Русі.
Перша згадка у 1116 році про поселення з назвою Желді зустрічається в Іпатіївському літописі. Його заснував князь Ярополк Володимирович, щоб переселити сюди жителів м. Дрютеска (Друцька) Полоцького князівства, полонених під час походу Володимира проти мінського князя Гліба. Місто було збудоване як опорний пункт для захисту південно-східних кордонів Русі.
Є на мапі до середини 13 сторіччя
1239 року Орда Батия знищила місто. Лише на початку XVI століття на місці Жовнина згадується урочище Кліматин (Кліматичі), яке належало князям Смагам. Потім воно було віддане під Черкаський замок, а 1509 перейшло до овруцького підстарости Михайла Павші, який в 1512 році заповів його Київському Пустинно-Микільському монастиреві.
У 20-ті роки XVII століття за Жовнин йшла боротьба між князями Вишневецькими і Київським Пустинно-Микільським монастирем за право володіти урочищем Кліматичем. 1624 року К. Вишневецький остаточно захопив його і заселив, залишивши за ним назву Жовнин (Жовник).
У документах 1628 року Жовнин згадується вже як містечко. Влітку 1638 року біля містечка відбулася Жовнинська битва між повстанцями на чолі з гетьманом Яковом Острянином і Дмитром Гунею та урядовим військом Речі Посполитої.
Від 1648 р. Жовнин був сотенним містечком Чигиринського полку. До складу Жовнинської сотні, крім самого Жовнина входили села Горби, Гриньки, Липове, Матвіївці (Матвіївка), Кліщинці.
Згідно з грамотою російського царя Олексія Михайловича 1654 року Жовнин був закріплений за Київським Пустинно-Микільським монастирем.
В 50—70-х роках XVII століття Жовнин не раз зазнавав нападів турків і татар. 1678 року татари навіть захопили містечко, але невдовзі їх вигнали козаки Полтавського полку.
Наприкінці XVII ст. — на початку XVIII ст. Жовнин належав Градизькому монастирю, що управляв всіма лівобережними маєтками Київського Пустинно-Микільського монастиря. Після секуляризації монастирських земель на Лівобережній Україні 1786 року село передане у відання казни.
В 1750 у селі була церква Різдва Богородиці.
З документа за 1760 р. на печатці Жовнина подано перехрещені шаблю і стрілу.

Герб Жовнине, XVIII століття

Після ліквідації полкового устрою 1782 року Жовнин увійшов до складу Київського намісництва, з 1796 року — до Малоросійської губернії, а з 1802 року — до Золотоніського повіту Полтавської губернії. У другій половині XIX століття він став волосним центром.
Село є на мапі  1787 року як Жовник.
На початку 20-х років XIX століття в селі працювали два селітрові та винокурний завод. Щороку відбувались три ярмарки, на які з'їжджались купці Полтавської і Київської губерній, а також з Росії.
Станом на 1863 рік в Жовнині налічувалось 467 дворів з населенням 3661 особа. В 1885-му в містечку з хуторами було 778 господарств з населенням 4296 осіб. Основну масу становили козаки — 545 господарств, казенних селян було 86 господарств, селян власників — 97, міщан — 49. З усіх господарств у 21 зовсім не було землі, 116 не мали орної землі, 185 мали до 3 десятин, 27 до 50 і більше десятин. Значну частку (500 десятин) громадських земель становили піски.
На початку XX століття в селі діяли дві парафіяльні школи та парафіяльне училище. У місцевій бібліотеці в 1907 році налічувалось 710 книг.
З грудня 1919 року в селі остаточно встановилась радянська окупація.
1926 року в Жовнині створено машино-тракторне товариство. Через два роки виникло товариство спільного обробітку землі «Жовтень», а наступного року ще п'ять: «Незаможник», «Шевченківське», «Червона зірка», «Дніпрова хвиля», «Червоний партизан». У березні 1930 року створено сільські виробничо-кооперативне товариство «Вільна праця» та птахівниче товариство «Нове життя». У січні 1930 року в селі створено скотарське виробниче кооперативне товариство «Праця», на базі якого 1932 року засновано маслозавод. У червні 1930 року на базі ТСОЗів «Незаможник» і «Жовтень» виникла сільськогосподарська артіль ім. 8 Березня. Згодом до неї приєднався ТСОЗ «Червона зірка». В 1930 — 1931 роках створені артілі ім. Лебедя, «Робітник землі» (з 1936 року ім. Чкалова), ім. Шевченка і «Добробут». Також в 1936 році в селі організовано машинно-тракторну станцію.
З 28 серпня 1928 року до 2 вересня 1930 року Жовнин був районним центром Кременчуцького округу, потім увійшов до складу Градизького району Харківської області, а з 1937 року — до Полтавської області.
У 1937 році в селі працювала лікарня на 25 ліжок, середня і три початкові школи, кінотеатр.
У вересні 1941 року село було окуповане німецькими військами. За час окупації 360 мешканців села було відправлено на роботи до Німеччини. 27 вересня 1943 року Червона армія відвоювала село. Понад 700 жителів села воювали на фронтах Другої світової війни, 215 з них нагороджені урядовими нагородами СРСР.
22 вересня 1950 року на базі чотирьох артілей Жовниного створено одну — ім. Жданова (з 1963-го — ім. Чкалова).
У зв'язку з будівництвом Кременчуцької ГЕС, 1959 року с. Жовнине перенесено з долини Сули на захід, на підвищену терасу Дніпра, за 6 км від колишнього місця розташування, а територію старого села було затоплено, до Жовнина було переселене село Головки. Деякі господарства переселені до Кременчуцького району Полтавської області, Херсонської і Кримської областей.
27 січня 1964 року село включено до Золотоніського району, а з січня 1965 до Чорнобаївського району Черкаської області. До цього воно входило до складу Глобинського району Полтавської області.

## Відомі люди
У Жовниному провів дитячі роки український композитор М. В. Лисенко. Деякий час тут жив український письменник, драматург і режисер М. П. Старицький.
- Гордовський Порфирій Іванович — адміністративний підполковник Армії УНР[18].
- Йоасаф Мохов — церковний діяч, останній ректор старої Києво-могилянської академії.
- Лисенко Андрій Віталійович — український лікар, громадський діяч, брат Миколи Лисенка, представник козацького роду Лисенків.

## Репресовані радянською владою мешканці
1. Озірський Михайло Дмитрович — 1907 року народження, місце народження Полтавська обл. с. Жовнине Глобинського р-ну, національність: українець, Заарештований 17.09.1929 р., Засуджений Судовою трійкою при Колегії ДПУ УСРР 30.01.1930 р. за ст. ст. 54-11, 54-13 КК УСРР до 10 років позбавлення волі.
2. Орловський Болеслав Йосифович — 1900 року народження, місце народження Полтавська обл. Глобинський р-н с. Жовнине, національність: українець, Заарештований 28.10.1937 р., Засуджений Особливою нарадою при НКВС СРСР 07.12.1937 р. за ст. ст. 54-6, 54-10 ч. 1 КК УРСР до розстрілу.
3. Радик Данило Васильович — 1897 року народження, місце народження Полтавська обл. с. Жовнине Глобинського р-ну, національність: українець, Заарештований 14.10.1937 р., Засуджений Особливою трійкою при УНКВС Полтавської обл. 23.11.1937 р. за ст. 54-10 ч. 1 КК УРСР до 10 років позбавлення волі.
4. Радик Петро Гнатович — 1900 року народження, місце народження Полтавська обл. с. Жовнине Глобинського р-ну, останнє місце роботи — коваль колгоспу, Заарештований 09.03.1938 р., Засуджений Особливою трійкою при УНКВС Полтавської обл. 05.04.1938 р. за ст. ст. 54-10 ч. 1, 54-11 КК УРСР до розстрілу з конфіскацією майна.